# رابرت ویلیام پل
رابرت ویلیام پل (انگلیسی: Robert W. Paul؛ ۳ اکتبر ۱۸۶۹ – ۲۸ مارس ۱۹۴۳) از پیشگامان سینما، مهندس و مخترع اهل بریتانیا بود.

## برخی آثار
- مسابقه اسب‌دوانی دربی (فیلم) (۱۸۹۵)
- زورگیرها (۱۸۹۵)
- مسابقه قایق‌رانی دانشگاه آکسفورد و کمبریج (فیلم) (۱۸۹۵)
- دریای توفانی دوور (۱۸۹۵)
- پل بلکفریارز (فیلم) (۱۸۹۶)
- مسابقه با لباس‌های مسخره (۱۸۹۶)
- غاردریایی نزدیک لیسبون (۱۸۹۶)
- دوقلوهای مهمانی چای (۱۸۹۶)
- ۲ نیمه شب بود که شوهرم به خانه آمد (۱۸۹۶)
- سرقت (فیلم ۱۸۹۷) (۱۸۹۷)
- زود باش! (۱۸۹۸)
- ترن هوایی (فیلم) (۱۸۹۸)
- تامی اتکینز در بوستان (۱۸۹۸)